# Desa Sumberoto (administrativ by i Indonesien, lat -8,31, long 112,38)
Desa Sumberoto är en administrativ by i Indonesien.   Den ligger i provinsen Jawa Timur, i den västra delen av landet, 700 km öster om huvudstaden Jakarta.